# 11e cérémonie des Tony Awards
La 11e cérémonie des Tony Awards a eu lieu le 21 avril 1957 à l'Hôtel Waldorf-Astoria, à New York. Le programme n'a pas été radiodiffusé.

## Cérémonie
La cérémonie présentée par Bud Collyer se déroula en présence de plusieurs personnalités venues décerner les prix dont Faye Emerson, Tom Ewell, Lillian Gish, Helen Hayes, Nancy Kelly, Bert Lahr, Beatrice Lillie, Nancy Olson, Elaine Perry, Cliff Robertson et Cornelia Otis Skinner. Les interprètes étaient George Gaines et Michael King. La musique était de Meyer Davis et son orchestre.

### Production
| Outstanding Play - Long Day's Journey into Night d'Eugene O'Neill. Produit par Leigh Connell, Theodore Mann et Jose Quintero. - Separate Tables de Terence Rattigan. Produit par The Producers Theatre et Hecht-Lancaster. - The Potting Shed de Graham Greene. Produit par Carmen Capalbo et Stanley Chase. - The Waltz of the Toreadors de Jean Anouilh, traduit par Lucienne Hill. Produit par The Producers Theatre (Robert Whitehead) | Outstanding Musical - My Fair Lady. Livret et paroles par Alan Jay Lerner, musique par Frederick Loewe. Produit par Herman Levin. - Bells Are Ringing. Livret et paroles par Betty Comden et Adolph Green, musique par Jule Styne. Produit par The Theatre Guild. - Candide. Livret par Lillian Hellman, musique par Leonard Bernstein, lyrics by Richard Wilbur. Produit par Ethel Linder Reiner en association avec Lester Osterman, Jr. - The Most Happy Fella. Livret, musique et paroles par Frank Loesser. Produit par Kermit Bloomgarden et Lynn Loesser. |

### Performance
| Distinguished Dramatic Actor - Fredric March (Long Day's Journey into Night) - Maurice Evans (The Apple Cart) - Wilfrid Hyde-White (The Reluctant Debutante) - Eric Portman (Separate Tables) - Ralph Richardson (The Waltz of the Toreadors) - Cyril Ritchard (A Visit to a Small Planet) Distinguished Dramatic Actress - Margaret Leighton (Separate Tables) - Florence Eldridge (Long Day's Journey into Night) - Rosalind Russell (Auntie Mame) - Sybil Thorndike (The Potting Shed) Distinguished Musical Actor - Rex Harrison (My Fair Lady) - Fernando Lamas (Happy Hunting) - Robert Weede (The Most Happy Fella) Distinguished Musical Actress - Judy Holliday (Bells Are Ringing) - Julie Andrews (My Fair Lady) - Ethel Merman (Happy Hunting) | Distinguished Supporting or Featured Dramatic Actor - Frank Conroy (The Potting Shed (en)) - Eddie Mayehoff (A Visit to a Small Planet) - William Podmore (Separate Tables) - Jason Robards, Jr. (Long Day's Journey into Night) Distinguished Supporting or Featured Dramatic Actress - Peggy Cass (Auntie Mame) - Anna Massey (The Reluctant Debutante) - Beryl Measor (Separate Tables) - Mildred Natwick (The Waltz of the Toreadors) - Phyllis Neilson-Terry (Separate Tables) - Diana Van der Vlis (The Happiest Millionaire) Distinguished Supporting or Featured Musical Actor - Sydney Chaplin (Bells Are Ringing) - Robert Coote (My Fair Lady) - Stanley Holloway (My Fair Lady) Distinguished Supporting or Featured Musical Actress - Edith Adams (Li'l Abner) - Virginia Gibson (Happy Hunting) - Irra Petina (Candide) - Jo Sullivan (The Most Happy Fella) |

### Artisans
| Outstanding Director - Moss Hart (My Fair Lady) - Joseph Anthony (A Clearing in the Woods / The Most Happy Fella) - Harold Clurman (The Waltz of the Toreadors) - Peter Glenville (Separate Tables) - Jose Quintero (Long Day's Journey into Night) Outstanding Choreographer - Michael Kidd (Li'l Abner) - Hanya Holm (My Fair Lady) - Dania Krupska (The Most Happy Fella) - Jerome Robbins et Bob Fosse (Bells Are Ringing) Scenic Designer - Oliver Smith (My Fair Lady) - Boris Aronson (A Hole In The Head / Small War on Murray Hill) - Ben Edwards (The Waltz of the Toreadors) - George Jenkins (The Happiest Millionaire / Too Late the Phalarope) - Donald Oenslager (Major Barbara) - Oliver Smith (A Clearing in the Woods / Candide / Auntie Mame / My Fair Lady / Eugenia / A Visit to a Small Planet) | Costume Designer - Cecil Beaton (My Fair Lady) - Cecil Beaton (Little Glass Clock / My Fair Lady) - Alvin Colt (Li'l Abner / The Sleeping Prince) - Dorothy Jeakins (Major Barbara / Too Late the Phalarope) - Irene Sharaff (Candide / Happy Hunting / Shangri-La / Small War on Murray Hill) Conductor and Musical Director - Franz Allers (My Fair Lady) - Herbert Greene (The Most Happy Fella) - Samuel Krachmalnick (Candide) Stage Technician - Howard McDonald (posthume), menuisier, Major Barbara - Thomas Fitzgerald, ingénieur son, Long Day's Journey into Night - Joseph Harbuck, menuisier, Auntie Mame |